# Blush Music
Blush Music è il secondo album discografico della band Woven Hand.
Il disco contiene delle rivisitazioni acustiche di alcuni brani inseriti nel precedente album eponimo del gruppo più alcuni inediti.

## Tracce
1. Cripplegate (Standing on Glass) - 4:29
2. Animalitos (Ain't No Sunshine) - 14:21
3. White Bird - 5:00
4. Snake Bite - 7:32
5. My Russia (Standing on Hands) - 6:47
6. The Way - 1:36
7. Aeolian Harp (Under the World) - 5:46
8. Your Russia (Without Hands) - 7:03
9. Another White Bird - 7:48
10. Story and Pictures - 6:43